# Hérault (fleuve)
Pour les articles homonymes, voir Hérault.
L'Hérault (/e.ʁo/ ; en occitan Erau / Eraur [e'raw]) est un fleuve côtier du sud de la France dans la région Occitanie, dans les départements de la Lozère, du Gard et de l'Hérault, qui se jette dans la mer Méditerranée après un parcours de 147,6 km.

## Géographie

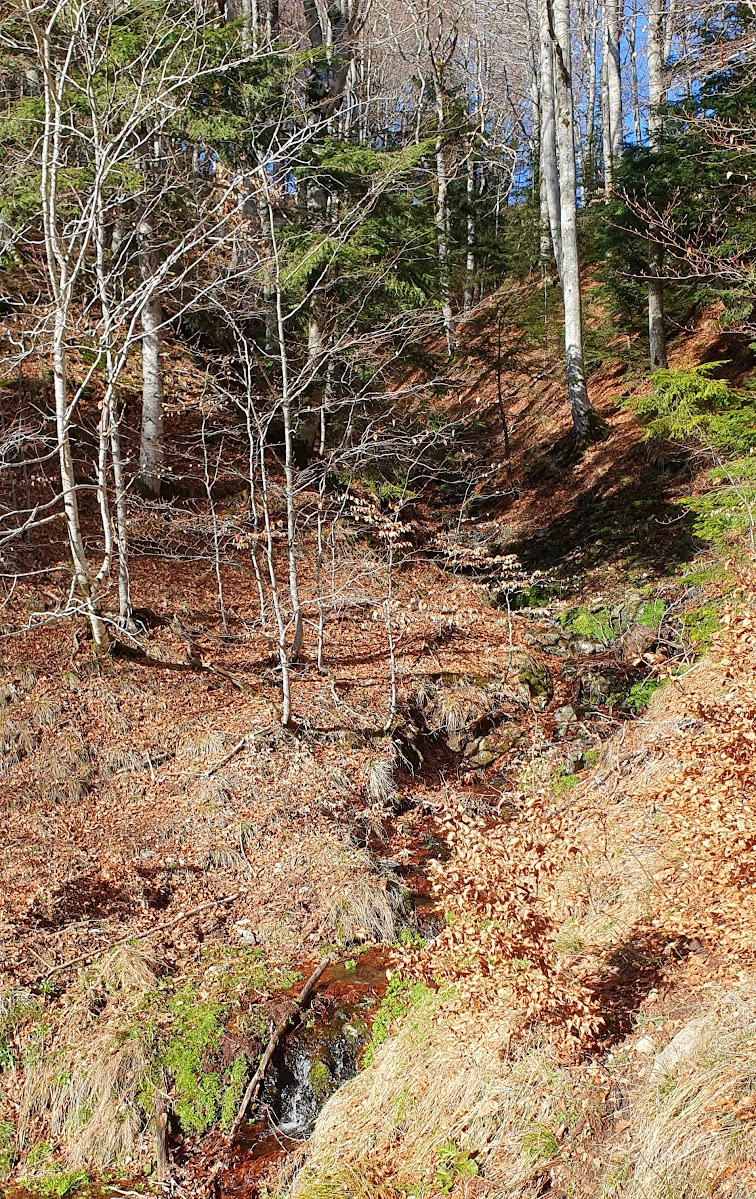
L'Hérault à sa source à Prat Peyrot (mont Aigoual).

L'Hérault prend sa source dans la Lozère au mont Aigoual dans les Cévennes près de la station de sports d'hiver de Prat Peyrot. Il parcourt l'ouest du département du Gard puis traverse du nord au sud le département de l'Hérault auquel il donne son nom et se jette dans la mer Méditerranée à Agde, plus précisément au Grau-d'Agde. En entaillant les plateaux calcaires du Thaurac et du causse de la Selle, il forme les gorges de l'Hérault.

### Départements et villes traversées
Département de la Lozère
- Meyrueis.

Département du Gard

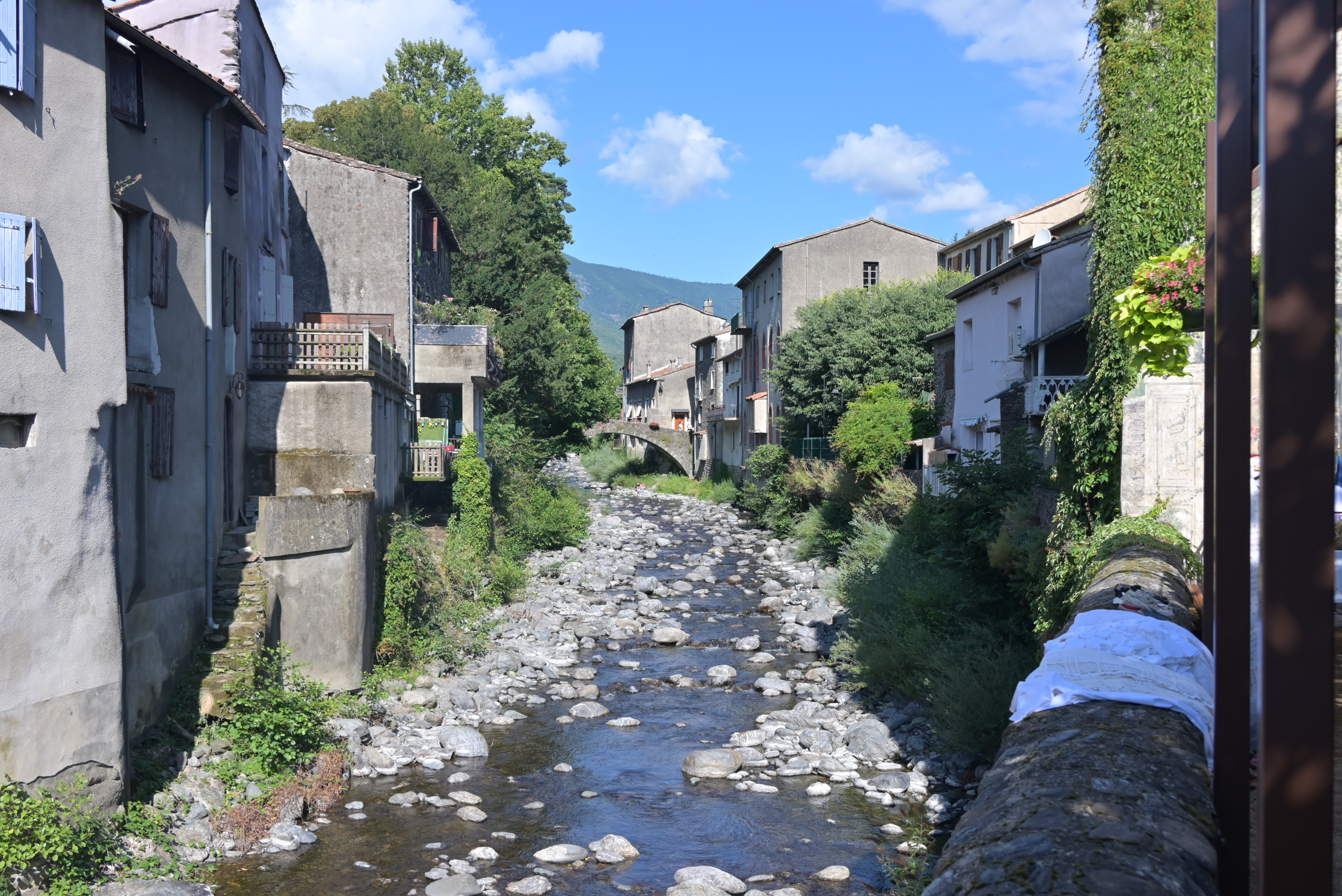
L'Hérault à Valleraugue (Cévennes).

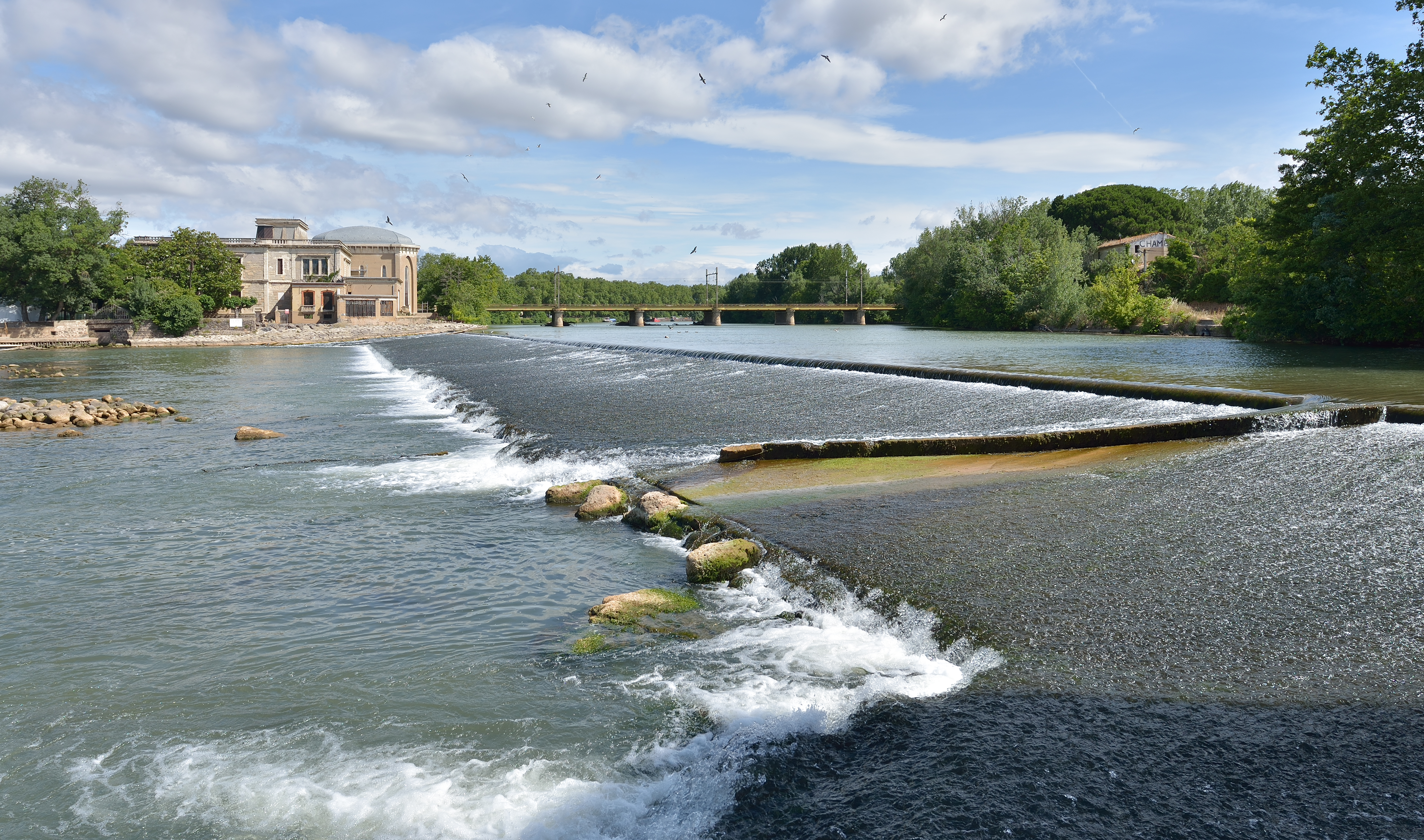
L'Hérault à Agde.

- Notre-Dame-de-la-Rouvière, Roquedur, Saint-André-de-Majencoules, Saint-Julien-de-la-Nef et Valleraugue.

Département de l'Hérault
- Agde, Agonès, Aniane, Argelliers, Aspiran, Bélarga, Bessan, Brissac, Campagnan, Canet, Castelnau-de-Guers, Causse-de-la-Selle, Cazilhac, Cazouls-d'Hérault, Florensac, Ganges, Gignac, Lagamas, Laroque, Lézignan-la-Cèbe, Montagnac, Paulhan, Pézenas, Le Pouget, Pouzols, Puéchabon, Saint-André-de-Sangonis, Saint-Bauzille-de-Putois, Saint-Guilhem-le-Désert, Saint-Jean-de-Fos, Saint-Pargoire, Saint-Pons-de-Mauchiens, Saint-Thibéry, Tressan et Usclas-d'Hérault.

### Bassin versant
L'Hérault traverse dix-huit zones hydrographiques pour une superficie totale de 2 582 km2. Ce bassin versant est constitué à 64,84 % de « forêts et milieux semi-naturels », à 32 % de « territoires agricoles », à 2,83 % de « territoires artificialisés », à 0,33 % de « surfaces en eau ». Ce bassin s'étend sur 166 communes et environ 150 000 habitants.

### Organisme gestionnaire
L'organisme gestionnaire est l'EPTB SMBFH ou Syndicat mixte du bassin du fleuve Hérault, créé en 2009 et sis à Clermont-l'Hérault.

## Principaux affluents
- l'Arre (rd[note 1]) 23,6 km ;
- la Vis (rd), 57,8 km ;
- le Rieutord (rg), 26,3 km ;
- la Buèges (rd), 12,2 km ;
- le Lamalou (rg), 15,9 km,
- les Corbières (rg), 11,74 km,
- la Lergue (rd), 44,9 km, droit ;
- la Boyne (rd), 24,9 km ;
- la Peyne (rd), 32,9 km ;
- la Thongue (rd), 33,4 km ;
- l'Alzon (rg), 12,5 km.

## Toponymie
Le fleuve qui a donné son nom au département, a porté les noms : Ἄραυρις (Ier siècle, Strabon,, Géographie, IV, 1, 6), Arauris (Ier siècle, Pomponius Mela), Aραυριον ποταμου (IIe siècle, Ptolémée), Araura (vers 300, Itineraria Antonini), fluvium Arauris (1086, Cartulaire de Gellone), ad fluvi de Herau (1246), etc .
Charles Rostaing propose un radical hydronymique pré-indo-européen ar- + suffixe -aus- (qui devient -aur-).

## Hydrologie

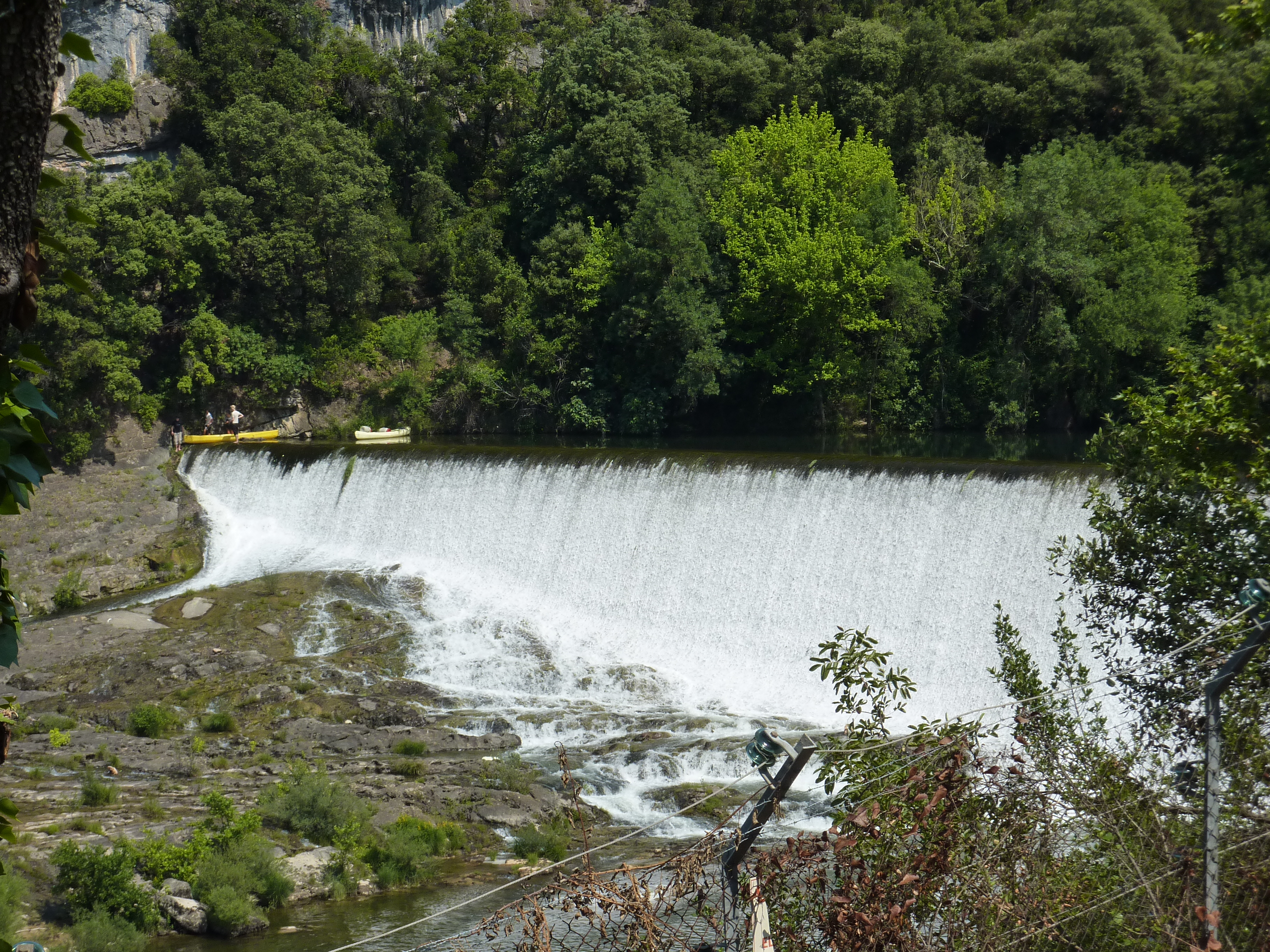
Canoës franchissant un déversoir de l'Hérault entre Saint-Martin-de-Londres et Causse-de-la-Selle.

Contrairement à certaines idées erronées, le débit de l'Hérault est abondant. Avec une quantité de plus d'1,3 milliard de tonnes d'eau débitée annuellement et 43,7 m3/s, pour un bassin de seulement 2 550 km2, l'Hérault affiche une quantité écoulée annuellement de 543 l/m2 contre 240 seulement pour le bassin de l'Oise pourtant réputé pluvieux. Le problème du fleuve est l'extrême irrégularité de son débit. Des crues soudaines, souvent liées aux précipitations d'automne dévalant du massif de l'Aigoual, peuvent dépasser 1 500 m3/s.
Pour réguler un peu ces débits ont été construits le barrage du Salagou sur le Salagou à Clermont-l'Hérault et le barrage des Olivettes sur la Peyne à Vailhan.
Son régime hydrologique est dit pluvial type cévenol.

### Débits de l'Hérault à Agde
Le débit de l'Hérault a été observé sur une période de 56 ans (1952-2007), à son embouchure dans la Méditerranée, située à Agde (Hérault).
Le module de la rivière est de 43,7 m3/s.
L'Hérault présente des fluctuations saisonnières de débit assez importantes, avec des crues d'hiver et de printemps portant le débit mensuel moyen entre 58,5 et 67,4 m3/s, d'octobre à mars inclus (maximum en janvier), et des basses eaux d'été de juin à septembre, avec une baisse du débit moyen mensuel jusqu'au niveau de 7,5 m3/s au mois d'août.

### Étiage ou basses eaux
Le VCN3 peut chuter jusque 1,5 m3/s, en cas de période quinquennale sèche.

### Crues
D'autre part les crues sont parfois extrêmement violentes avec des inondations importantes. Ainsi le débit instantané maximal enregistré a été de 1 460 m3/s le 1er décembre 1958, tandis que la valeur journalière maximale a été de 1 320 m3/s le 19 décembre 1997, soit presque autant que le débit moyen du Rhône à Valence. Le QIX 10 est de 1 400 m3/s. Le QIX 20 est de 1 600 m3/s. Quant au QIX 50, il est de 1 900 m3/s, soit plus que celui de la Seine à Alfortville (entrée de Paris) lequel ne dépasse pas 1 600 m3/s. Les débits records enregistrés sur l'Orb à Béziers sont un peu supérieurs à ceux de l'Hérault à Agde.

### Lame d'eau et débit spécifique
La lame d'eau écoulée dans le bassin de l'Hérault est de 543 mm annuellement, ce qui est élevé, nettement supérieur à la moyenne d'ensemble de la France. Le débit spécifique (ou Qsp) se monte à 17,1 l/s et par km2 de bassin.

## Galerie

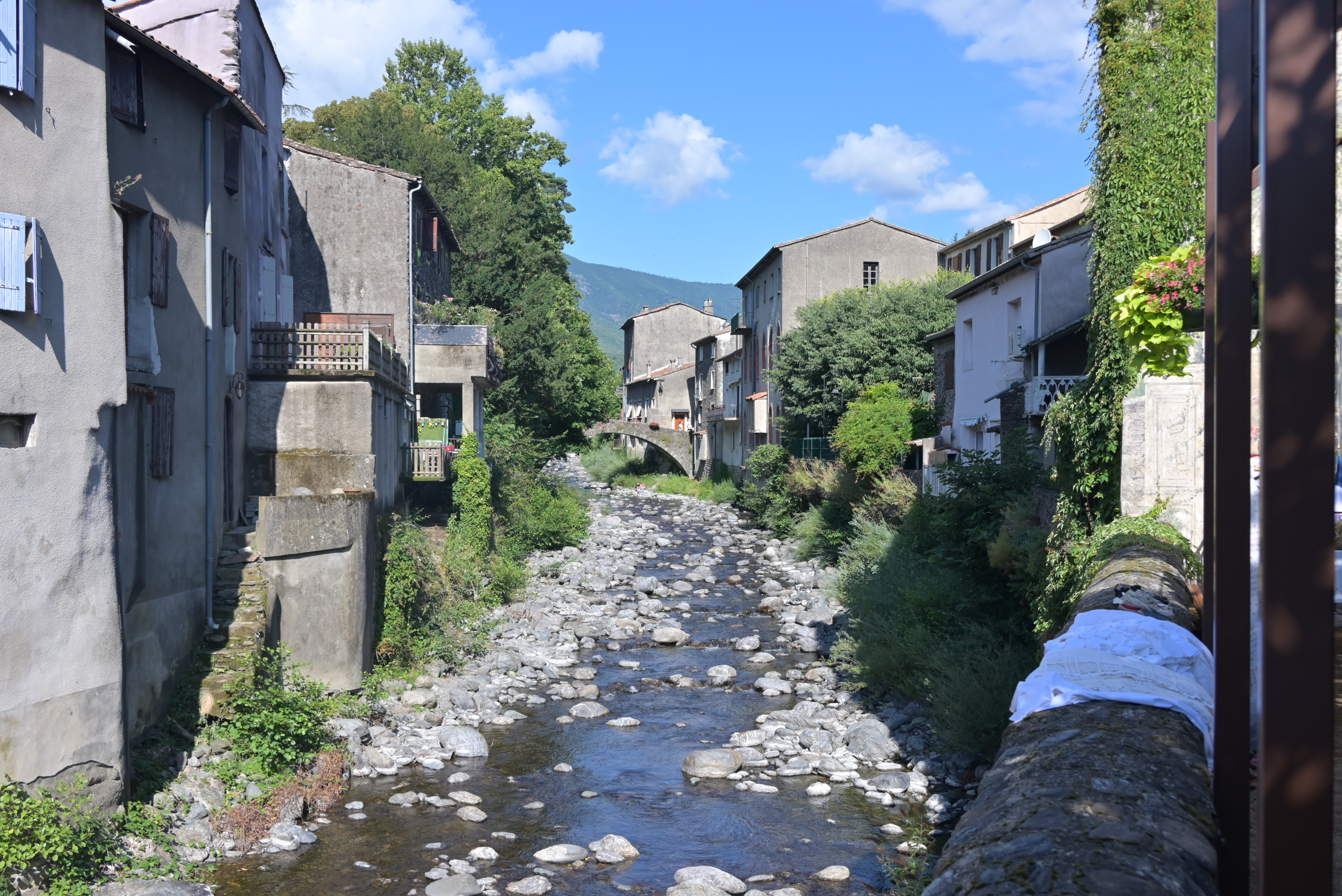
L'Hérault à Valleraugue (Cévennes).
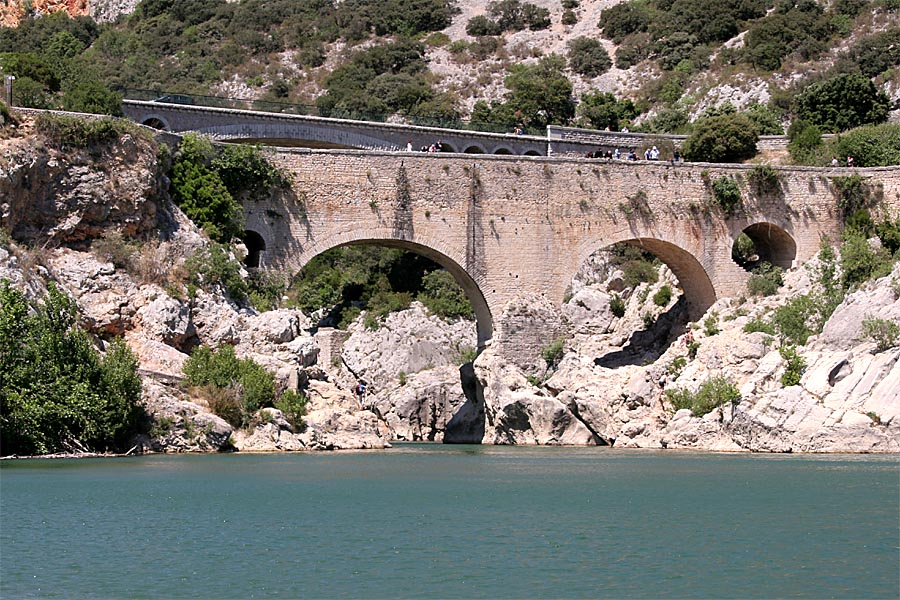
Saint-Guilhem-le-Désert - Pont du Diable du Moyen Âge.
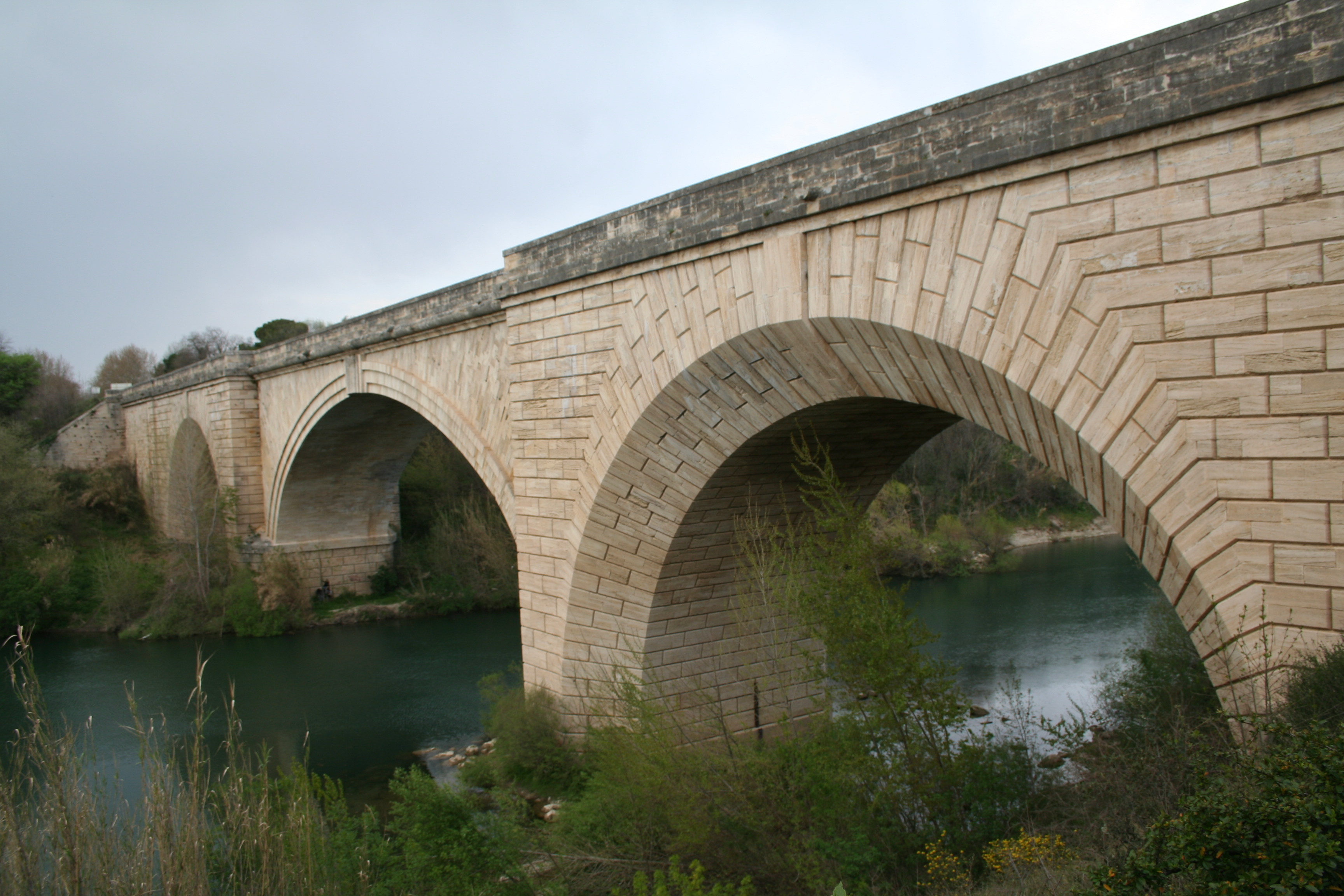
Gignac - Pont du XVIIIe siècle.
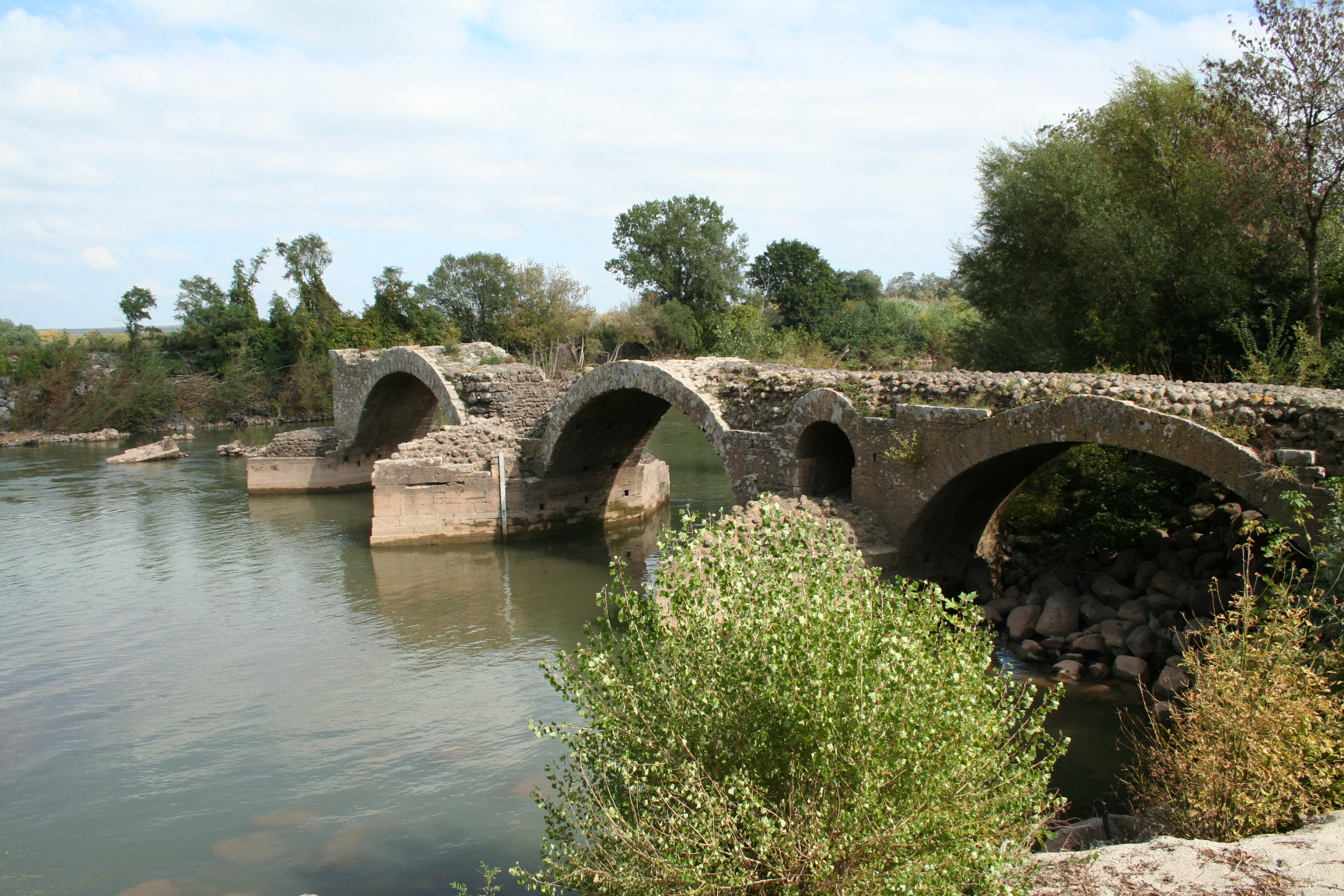
Pont romain à Saint-Thibéry emprunté par la Voie Domitienne.
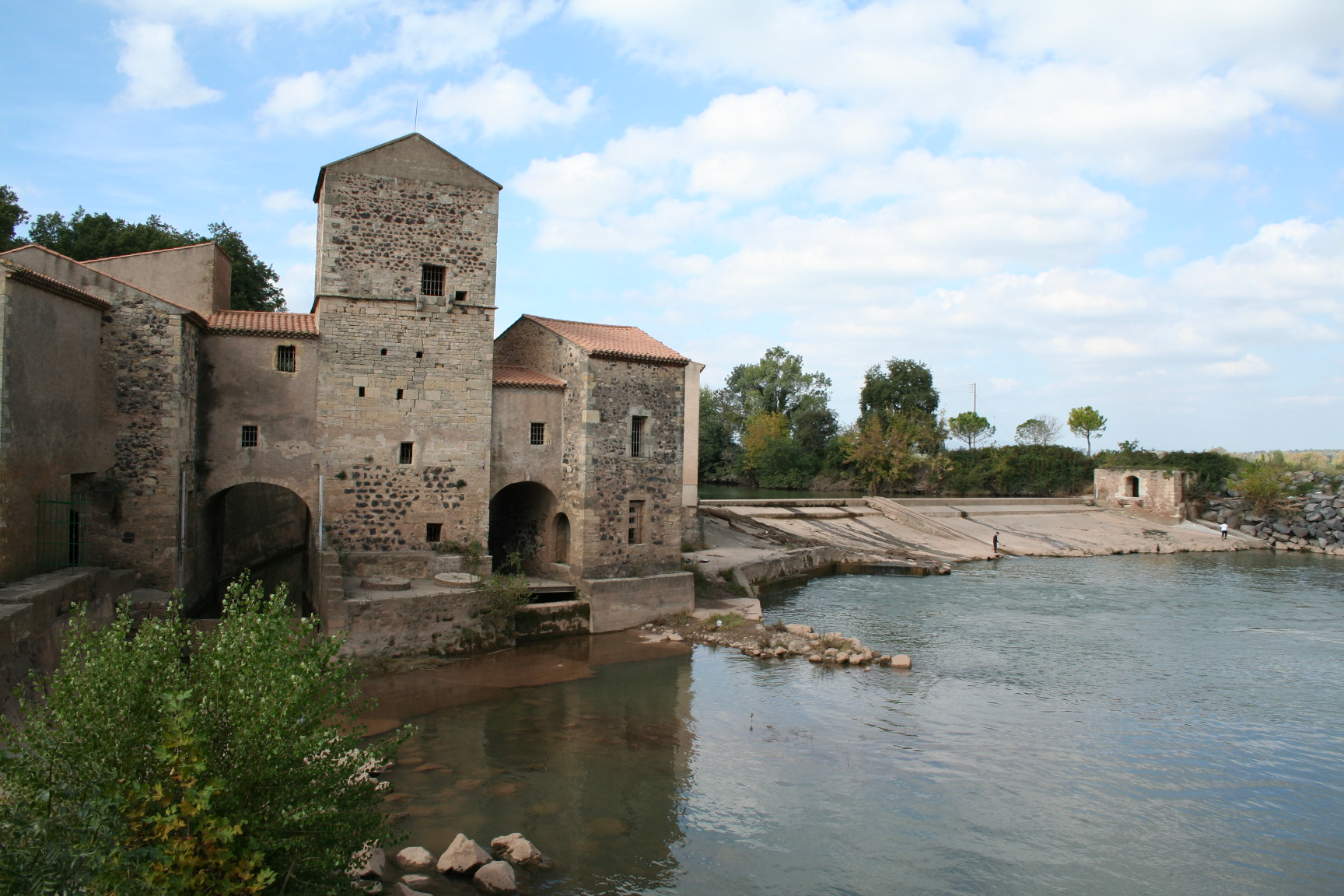
Moulin médiéval sur l'Hérault à Saint-Thibéry.
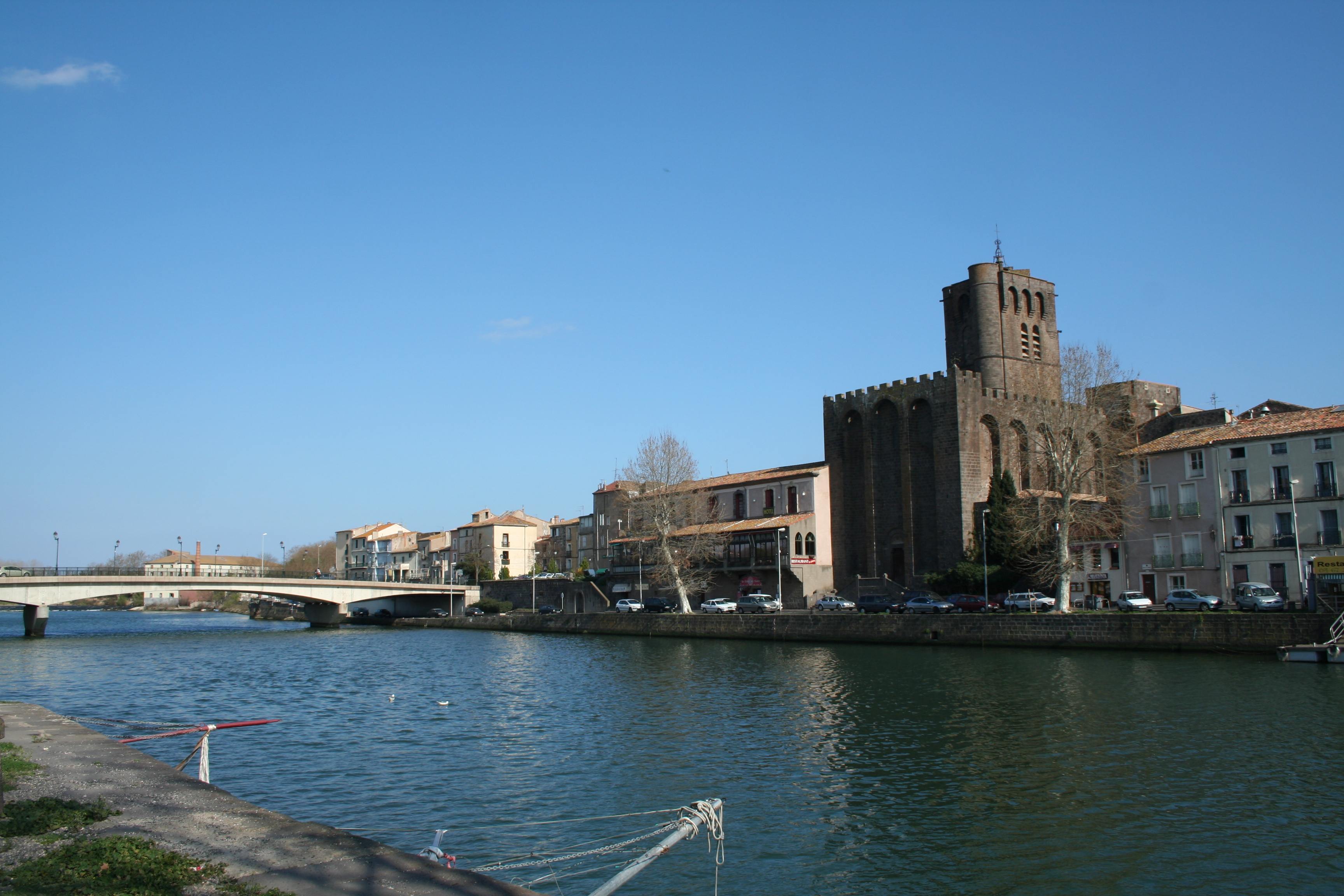
Agde - le fleuve et la cathédrale Saint-Étienne d'Agde.
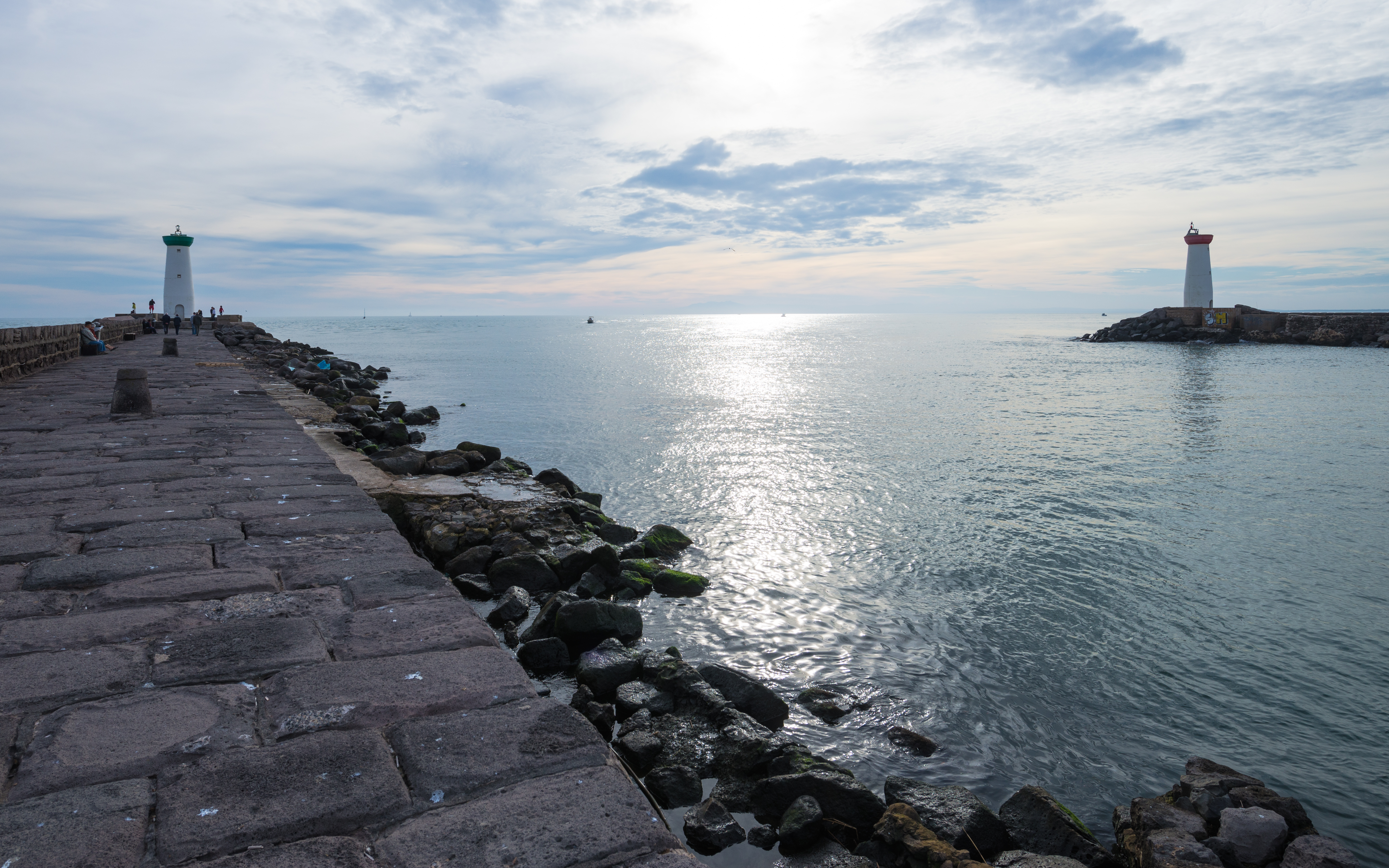
Embouchure de l'Hérault dans la Méditerranée à Agde.

### Note
1. ↑  rd pour rive droite et rg pour rive gauche.